# فيكتور دينيس
فيكتور دينيس (بالفرنسية: Victor Denis)‏ (12 يناير 1889 فرنسا - 9 مارس 1972 فرنسا) هو لاعب كرة قدم فرنسي سابق كان يلعب كلاعب وسط.

## روابط خارجية
- فيكتور دينيس على موقع قاعدة بيانات كرة القدم.إي يو (الإنجليزية)
- فيكتور دينيس على موقع ناشيونال فوتبول تيمز (الإنجليزية)
- فيكتور دينيس على موقع أوليمبيديا (الإنجليزية)